# Axiata
Axiata Group Berhad (bis April 2009 TM International Berhad) ist ein Telekommunikationsunternehmen aus Malaysia.
Am 12. Juli 1992 wurde Telekom Malaysia International Sdn. Bhd. (TMI) als Teil der Telekom Malaysia (TM) gegründet. Celcom, der Mobilfunkbereich der Telekom Malaysia wurde im 1. Quartal 2008 in TMI ausgelagert und das Unternehmen von der Konzernmutter TM abgespalten. Die Aktien der Gesellschaft wurden ab dem 28. April 2008 an der Bursa Malaysia gehandelt. Eine Namensänderung zu Axiata Group Berhad erfolge im März 2009.
Das Unternehmen ist im Aktienindex FTSE Bursa Malaysia KLCI der Bursa Malaysia aufgeführt. Es verfügt über mehr als 160 Millionen Netzteilnehmern und hat mehr als 25.000 Mitarbeiter im asiatischen Raum. (Stand 2010)
Axiata Group ist Mehrheitseigentümer von folgenden Tochterunternehmen in verschiedenen Märkten in Süd-/Südost-Asien: Celcom Axiata (Malaysia), Smart Axiata (Kambodscha) (entstanden aus dem Merger von Hello Axiata & Smart), Robi Axiata (Bangladesh, Übernahme von Bharti Airtel in 2016),  XL Axiata (Indonesien, Übernahme von Axis), Dialog Axiata (Sri Lanka), NCell Axiata (Nepal, Übernahme der ehemals TeliaSonera Tochterunternehmung in 2016). Weiterhin existieren Minderheitsbeteiligungen an Mobilfunkunternehmen in Indien (Idea Cellular) und Singapur (M1). Zusätzlich hat Axiata eine separate Tochterunternehmung ausgegründet, die im Wesentlichen Funktürme an Dritte sowie die Mobilfunkunternehmen der Gruppe vermietet, edotCo. Des Weiteren werden in einer Unternehmensdivision mit der Bezeichnung Axiata Digital Services Beteiligungen an diversen Online-Unternehmen wie Elevenia, 11Street oder Yonder geführt und eigene digitale Aktivitäten aufgebaut (Stand März 2017).
Haupteigentümer ist die Beteiligungsgesellschaft der malaysischen Regierung Khazanah Nasional sowie der staatliche malaysische Rentenfonds EPF (Stand März 2017).